# 卡米基

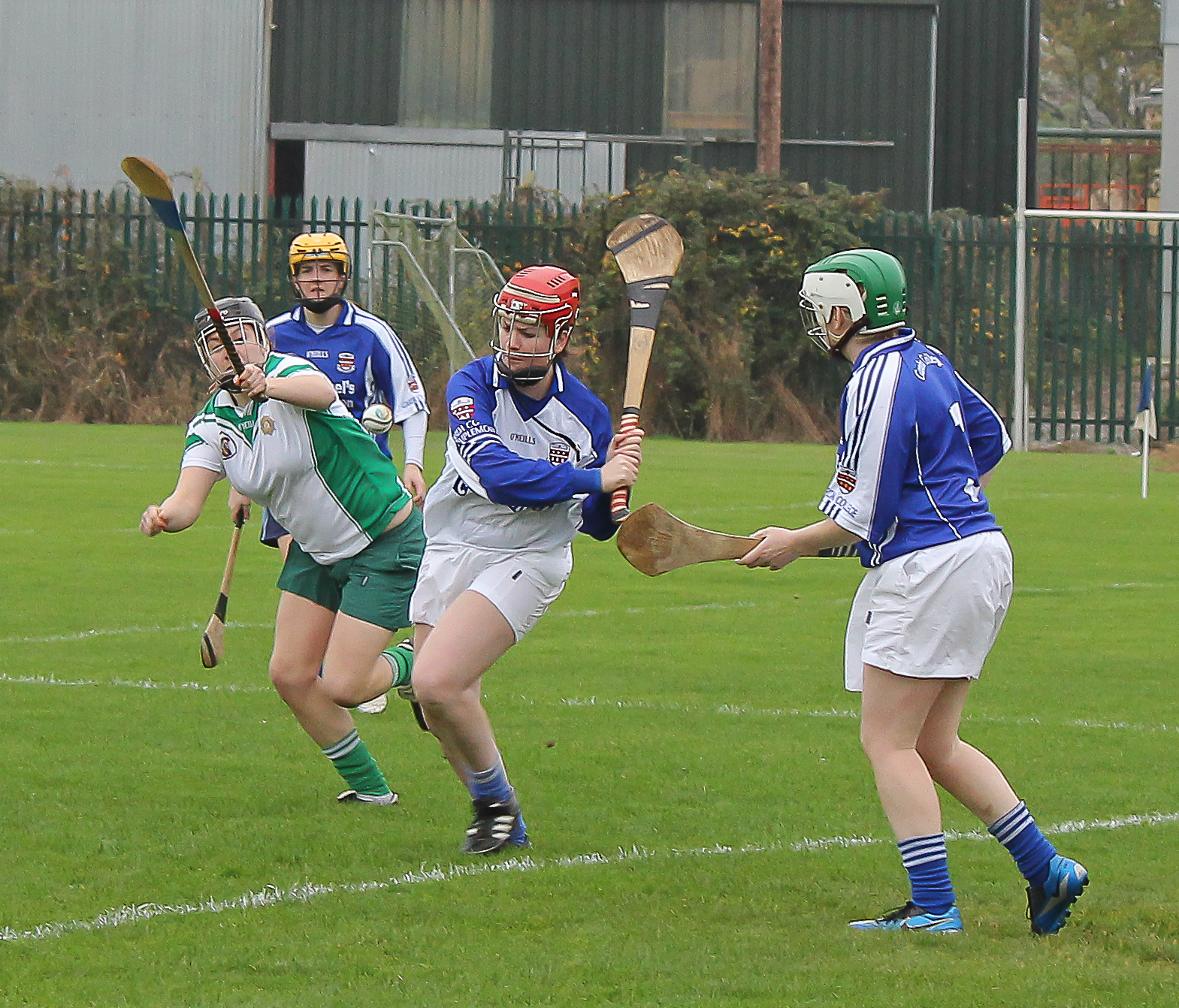
卡米基

卡米基是爱尔兰境内流行的一種由多人參與的女子球棍類运动。在爱尔兰和世界各地，有十万名女性參與這項運動，其中大部分来自爱尔兰侨民。 卡米基是板棍球的一种变体。 联合国教育、科学及文化组织将卡米基列入非物质文化遗产。 